# Дверные петли

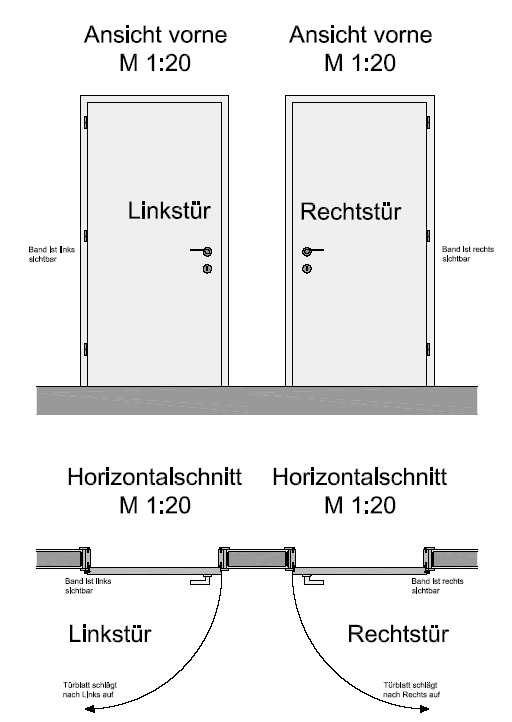
Классификация петель на левые и правые по DIN: справа правая дверь, слева — левая дверь

Дверные петли — тип шарнирной петли; изделие для крепления дверей к дверной коробке, обеспечивающее открывание и закрывание. Классификация дверных петель (кроме специальных, то есть с дополнительными требованиями к пожаробезопасности и взломоустойчивости) в России устанавливается ГОСТ 5088-2005 (тот же стандарт классифицирует оконные петли). Дверные петли различаются по способу установки, направлению открывания, и массе двери:
- Ввертные петли — состоят из двух небольших цилиндриков с шурупами по бокам. При установке один из шурупов вкручивают в дверь, а другой — в дверную коробку. Далее цилиндры насаживают один на другой. Ввертные петли рекомендованы к установке на дверях массой от 20 до 50 кг. Чтобы при установке крепежа не расщепить дверное полотно, необходимо, чтобы петли не были очень тонкими.
- Навесные (накладные) петли — представляют собой небольшие пластины («карты») с отверстиями по бокам. При монтаже петель одна карта прикрепляется к полотну, другая — к дверной коробке.
- Врезные петли размещаются внутри коробки и полотна двери, в специально сделанных выемках.
- Потайные (скрытые) петли не видны, когда дверь закрыта.
- Комбинированные петли сочетают в своих половинках разные конструкции. Например, одна половинка может быть врезной, а другая - накладной.
- Угловые.
- Двухсторонние петли (также барные, маятниковые) позволяют открытие дверей в обе стороны.

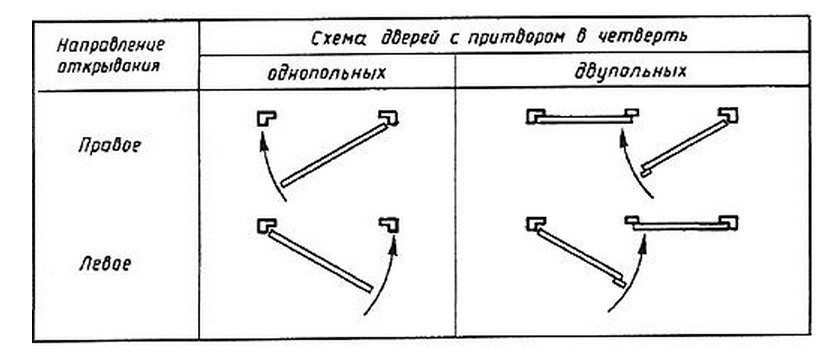
Правая (верхняя) и левая (нижняя) двери по ГОСТ 6629-88

Разъёмные петли делятся на левые и правые, от этого зависит, в какую сторону будет открываться дверь. Согласно ГОСТ 5088-2005, «левые» петли соответствуют двери, створка которой закрывается «против часовой стрелки». Рисунок содержится в ГОСТ 6629-88. 
Существуют также универсальные петли, которые можно использовать для обоих типов дверей. Универсальные петли — неразъёмные; чтобы снять дверь с неразъёмными петлями, петли необходимо снять.
Существует несколько конструкций петель:
- Два створных элемента со штифтом и кольцом шарикоподшипника;
- Три трехэлементных петли;
- Три двухэлементных петли;
- Полукруглые створные элементы для верхних петель;
- Совковые петли.